# Shōgun (TV-serie, 2024)
Shōgun är en amerikansk historisk äventyrs- och dramaserie vars första säsong hade premiär den 27 februari 2024 på strömningstjänsten Disney+ och består av tio avsnitt. Den utspelas i Japan och är till stor del på japanska. Seriens manus är skrivet av bland andra Maegan Houang och är baserat på James Clavells roman med samma namn. Romanen har tidigare legat till grund för TV-serien Shōgun från 1980.
Serien kommer att förlängas med en andra och en tredje säsong.

## Handling
Serien utspelar i Japan på 1600-talet och kretsar kring den brittiske sjömannen John Blackthorne. Han beger sig österut till Japan där han blir samuraj, och används i den japanske ledaren Yoshi Toranagas kamp för att nå toppen av makten.

## Rollista (i urval)
- Cosmo Jarvis – John Blackthorne
- Hiroyuki Sanada – Yoshi Toranaga
- Anna Sawai – Toda Mariko
- Tadanobu Asano – Kashigi Yabu
- Fumi Nikaido – Ochiba No Kata
- Tokuma Nishioka – Toda Hiromatsu
- Takehiro Hira – Ishido Kazunari
- Ako – Daiyoin
- Shinnosuke Abe – Toda Buntaro